# منشأة دميسنا
قرية منشأة دميسنا هي إحدى القرى التابعة لمركز أبو حمص في محافظة البحيرة في جمهورية مصر العربية. حسب إحصاءات سنة 2006، بلغ إجمالي السكان في منشأة دميسنا 4405 نسمة، منهم 2202 رجل و2203 امرأة.